# Harry Styles
Harry Edward Styles, född 1 februari 1994 i Redditch i Worcestershire, är en brittisk sångare, låtskrivare och skådespelare. 

## Biografi
Styles föddes i Redditch den 1 februari 1994 som son till Anne Twist och Desmond ”Des” Styles. När han var barn flyttade han med sina föräldrar och sin äldre syster, Gemma, till Holmes Chapel i Cheshire. Hans föräldrar skilde sig när han var 7 år. Hans mamma gifte sig senare med John Cox men skilde sig senare från honom. Hon gifte sig 2013 med Robin Twist, som dog i cancer 2017. Genom Robin fick Harry en äldre styvbror, Mike, och en styvsyster, Amy.
Styles gick i skolan i Holmes Chapel Comprehensive School, där var han sångare i ett band som heter White Eskimo, de vann en tävling med lokala band. När Harry var 16 jobbade han deltid på W. Mandeville Bakery i Holmes Chapel.
Styles inledde sin musikkarriär 2010 i tv-programmet X-factor där han blev en del av musikgruppen One Direction som kom på tredje plats. One Direction blev ett av världens bäst säljande pojkband med över 70 miljoner sålda skivor.
I april 2017 släpptes Styles första solosingel, "Sign of the Times" som nådde nummer 1 på the UK singles chart. Den 12 maj 2017 släpptes debutalbumet Harry Styles. Albumet har sålt platina i USA.
Styles andra soloalbum Fine Line släpptes 13 december 2019. Albumet debuterade som nummer 1 på US Billboard 200 och listades år 2020 som ett av musiktidningen Rolling Stones "500 Greatest Albums of All Time". Albumets fjärde singel, "Watermelon Sugar", toppade US Billboard Hot 100.
20 maj 2022 släpptes hans tredje album Harry's House, som fick ett starkt mottagande av såväl kritiker som fans. Första singeln från skivan, "As it was", gick in som listetta i både Storbritannien och USA. Han blev den första brittiska soloartisten att ha fyra låtar samtidigt på topp tio på US Billboard Hot 100: "As it was (1)", albumets andra singel “Late Night Talking” (4), “Music for a Sushi Restaurant” (8) och “Matilda” (9).
2020 var Styles på decemberomslaget av Vogue, och blev därmed den förste mannen någonsin att ensam pryda omslaget.

### Utmärkelser
Under sin solokarriär har Styles tilldelats många utmärkelser, bland annat fem Brit Awards, en American Music Award, två ARIA Music Awards, och en Billboard Music Award. Vid Grammygalan 2021 vann han sin första Grammy Award, då för Bästa popframträdande solo, för låten "Watermelon Sugar".
2023 vann Styles fyra Brit Awards i kategorierna Årets brittiska album, Årets artist, Bästa pop och Bästa brittiska singel för låten "As It Was". Han vann även två Grammys, Årets album och Bästa pop album.  

### Filmer och serier
Styles gjorde skådespelardebut i långfilmen Dunkirk i regi av Christopher Nolan.  Filmen hade premiär 13 juli 2017.
Han var exekutiv producent för sitcomserien Happy Together som hade premiär i oktober 2018. Serien tar inspiration från tiden då Styles bodde hos vännen och producenten Ben Winston, också exekutiv producent för serien.
I det historiska dramat My Policeman, regisserad av Michael Grandage, spelar Styles tillsammans med Emma Corrin och David Dawson. Baserad på Bethan Roberts bok med samma namn utspelar sig handlingen i kuststaden Brighton, Storbritannien, under en tid av strukturell homofobi inom polisväsendet och i lagböckerna som Styles karaktär tvingas anpassa sig efter. Filmen hade världspremiär september 2022 på Toronto International Film Festival där Styles tillsammans med filmens fem andra huvudskådespelare mottog utmärkelsen TIFF Tribute Award för deras prestation som rollinnehavare i filmen. Den 4 november 2023 blev filmen tillgänglig på Amazon Prime efter biovisningar i USA och Storbritannien med start 21 oktober 2022.
Styles spelade mot Florence Pugh i den psykologiska thrillern Don't Worry Darling, regisserad av Olivia Wilde. Filmen premiärvisades på Filmfestivalen i Venedig utanför tävlan. Den internationella biopremiären ägde rum 23 september 2022 och filmen har dragit in 87 miljoner dollar i biljettkassan.

## Diskografi
| År   | Album         |
| ---- | ------------- |
| 2017 | Harry Styles  |
| 2019 | Fine Line     |
| 2022 | Harry’s House |

| År   | Titel                                                           |
| ---- | --------------------------------------------------------------- |
| 2017 | "Sign of the Times" "Sweet Creature" "Two Ghosts" "Kiwi"        |
| 2019 | ”Lights Up” "Adore You" "Watermelon Sugar"                      |
| 2020 | "Golden" "Falling"                                              |
| 2021 | "Treat People With Kindness" "Fine Line"                        |
| 2022 | "As It Was" "Late Night Talking" "Music For A Sushi Restaurant" |

## Filmografi
| År   | Titel                          | Roll          | Noteringar                |
| ---- | ------------------------------ | ------------- | ------------------------- |
| 2013 | One Direction: This Is Us      | Sig själv     | Dokumentär / Konsert film |
| 2014 | One Direction: Where We Are    | Sig själv     | Dokumentär / Konsert film |
| 2017 | Harry Styles: Behind the Album | Sig själv     | Dokumentär                |
| 2017 | Dunkirk                        | Alex          | Dramafilm                 |
| 2021 | Eternals                       | Eros/Starfox  | Actionfilm                |
| 2022 | Don't Worry Darling            | Jack Chambers | Psykologisk thriller      |
| 2022 | My Policeman                   | Tom Burgess   | Dramafilm                 |

| År   | Titel                                | Roll                                    | Noteringar                                              |
| ---- | ------------------------------------ | --------------------------------------- | ------------------------------------------------------- |
| 2012 | iCarly                               | Sig själv                               | Episod: "iGo One Direction"                             |
| 2017 | Saturday Night Live                  | Sig själv (musikgäst)                   | Episod: "Jimmy Fallon/Harry Styles"                     |
| 2017 | Harry Styles at the BBC              | Sig själv                               | Tv special                                              |
| 2017 | The Late Late Show with James Corden | Sig själv (programledare)               | Episod: "Owen Wilson/Jane Krakowski/Joel Edgerton/Seal" |
| 2018 | Happy Together                       | Ej medverkande                          | Exekutiv producent                                      |
| 2019 | Saturday Night Live                  | Sig själv (programledare och musikgäst) |                                                         |